# بون بل
بون بل (انگلیسی: Bonne Bell) یک شرکت متخصص لوازم آرایشی نوجوانان است که در سال ۱۹۲۷ در آمریکا تأسیس شد.